# Австралія на зимових Олімпійських іграх 2014
Австралія на зимових Олімпійських іграх 2014 року у Сочі буде представлена 60 спортсменом у 11 видах спорту.

## Медалісти
| Медаль | Прізвище      | Вид спорту  | Дисципліна       | Дата      |
| ------ | ------------- | ----------- | ---------------- | --------- |
| Срібло | Тора Брайт    | Сноубординг | хафпайп          | 12 лютого |
| Срібло | Девід Морріс  | Фристайл    | лижна акробатика | 17 лютого |
| Бронза | Лідія Лассіла | Фристайл    | лижна акробатика | 14 лютого |

## Біатлон
Спринт
| Змагання | Спортсмени      | Час     | Промахи | Місце |
| -------- | --------------- | ------- | ------- | ----- |
| Чоловіки | Олексій Алмуков | 27:24.6 | 0+2     | 73    |
| Жінки    | Люсі Гленвілл   | 26:57.1 | 0+2     | 82    |

## Ковзанярський спорт
Чоловіки
| Дистанція | Спортсмен    | Заїзд 1 | Заїзд 1 | Заїзд 2 | Заїзд 2 | Фінал   | Фінал |
| Дистанція | Спортсмен    | Час     | Місце   | Час     | Місце   | Час     | Місце |
| --------- | ------------ | ------- | ------- | ------- | ------- | ------- | ----- |
| 500 м     | Деніел Грейг | 80.55   | 40      | 35.29   | 17      | 115.84  | 39    |
| 1000 м    | Деніел Грейг | —       | —       | —       | —       | 1:10.13 | 22    |

## Сноубординг
Слоуп-стайл
| Змагання | Спортсмени    | Кваліфікація | Кваліфікація | Кваліфікація | Кваліфікація        | Кваліфікація | Півфінал | Півфінал | Півфінал | Півфінал            | Півфінал | Фінал | Фінал   | Фінал   | Фінал               | Фінал |
| Змагання | Спортсмени    | Заїзд        | Спуск 1      | Спуск 2      | Найкращий результат | Місце        | Заїзд    | Спуск 1  | Спуск 2  | Найкращий результат | Місце    | Заїзд | Спуск 1 | Спуск 2 | Найкращий результат | Місце |
| -------- | ------------- | ------------ | ------------ | ------------ | ------------------- | ------------ | -------- | -------- | -------- | ------------------- | -------- | ----- | ------- | ------- | ------------------- | ----- |
| Чоловіки | Джеймс Скотті | 1            | 36,00        | 44,00        | 44,00               | 11           |          |          |          |                     |          |       |         |         |                     |       |
| Жінки    | Тора Брайт    | 1            | 80,00        | 85,25        | 95,25               | 2            |          |          |          |                     |          |       |         |         |                     |       |

## Фігурне катання
| Змагання                  | Спортсмени    | Коротка програма | Коротка програма | Довільна програма | Довільна програма | Підсумок | Підсумок |
| Змагання                  | Спортсмени    | Бали             | Місце            | Бали              | Місце             | Бали     | Місце    |
| ------------------------- | ------------- | ---------------- | ---------------- | ----------------- | ----------------- | -------- | -------- |
| Чоловіче одиночне катання | Брендан Керрі | 47.12            | 29               | не кваліфікувався | не кваліфікувався | 47.12    | 29       |

## Фристайл
Могул
| Змагання | Спортсмени    | Кваліфікація 1 | Кваліфікація 1 | Кваліфікація 1 | Кваліфікація 2 | Кваліфікація 2 | Кваліфікація 2 | Фінал | Фінал | Фінал |
| Змагання | Спортсмени    | Час            | Бали           | Місце          | Час            | Бали           | Місце          | Час   | Бали  | Місце |
| -------- | ------------- | -------------- | -------------- | -------------- | -------------- | -------------- | -------------- | ----- | ----- | ----- |
| Жінки    | Бріттені Кокс |                | 20,19          | 12             |                |                |                |       |       |       |
| Жінки    | Тайлах О'Нейл |                | 18,57          | 16             |                |                |                |       |       |       |
| Жінки    | Ніколь Паркс  |                | 19,92          | 17             |                |                |                |       |       |       |